# Kloster Neuendorf (Kloster)

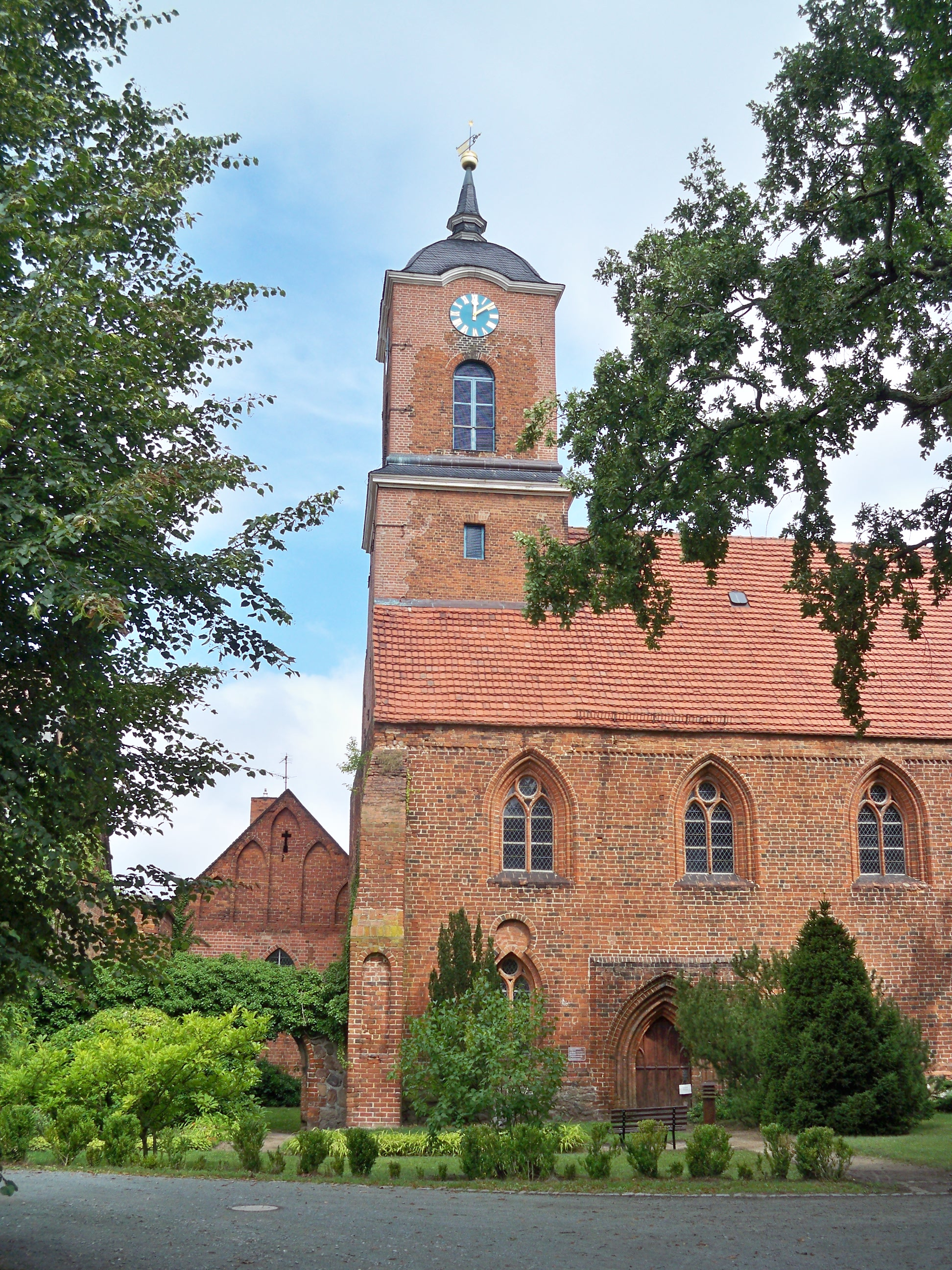
Blick von Süden

Das Kloster Neuendorf war die einzige Niederlassung der Zisterzienserinnen in der Altmark. Es liegt in der gleichnamigen Ortschaft im Norden Sachsen-Anhalts. Die  Klosterkirche Sankt Maria, Benedikt und Bernhard entstand in der Periode der Backsteingotik. Sie dient heute als Pfarrkirche der evangelisch-lutherischen Kirchengemeinde Kloster Neuendorf im Kirchenkreis Salzwedel der Evangelischen Kirche in Mitteldeutschland. Gelegentlich finden Konzerte statt.

## Klostergeschichte

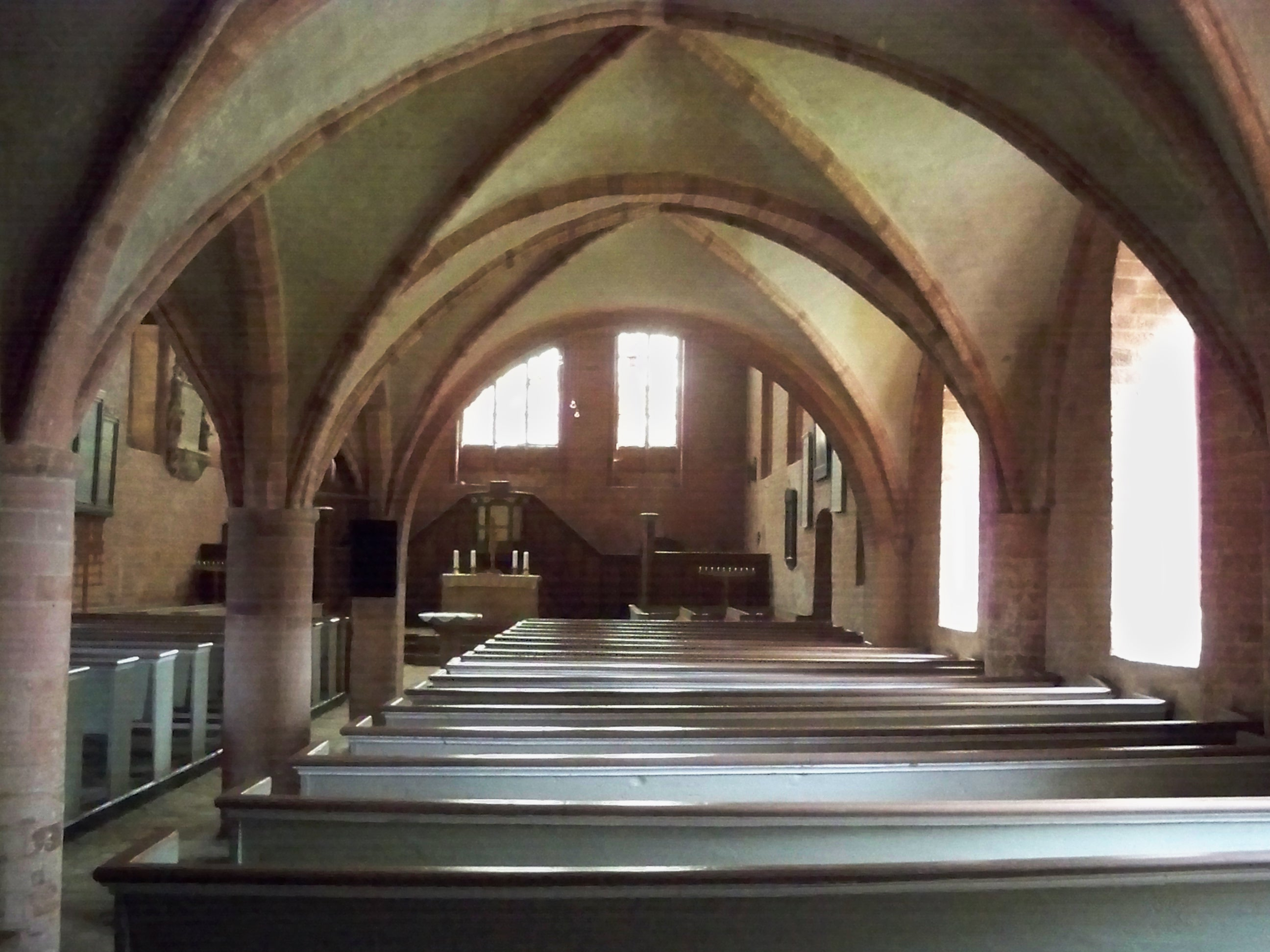
Innenraum unterhalb der Nonnenempore mit Kanzel und Altar

Das Kloster wurde 1228 gegründet und 1232 als Kloster Niendorp in einer Schenkungsurkunde von Johann I., Markgraf von Brandenburg erstmals urkundlich erwähnt. Auch dank zahlreicher weiterer Schenkungen des Landadels erhielt das Kloster großen Einfluss. Um 1500 besaß es 33 Ortschaften und Hebungen in 17 weiteren. Die „Klosterheide“ im Norden der Colbitz-Letzlinger Heide gehörte ihm ebenfalls. Rund 60 Nonnen aus den angesehensten Geschlechtern der Altmark lebten in Kloster Neuendorf. Zu ihren Aufgaben gehörte die Kranken- und Armenpflege, die Missionierung der Elbslawen, die Landwirtschaft und der Anbau von Kräutern. 1289 wurde mit dem Kloster Stift zum Heiligengrabe eine Niederlassung in Heiligengrabe in der Prignitz gegründet. Im 14. und 15. Jahrhundert wurde die Klosterkirche zur Grablege des Adelsgeschlechts von Alvensleben. Aus dieser Zeit stammen die ältesten Grabsteine in der Kirche. 
In der ersten Hälfte des 15. Jahrhunderts begann ein Niedergang des Klosters, der in den teilweisen Verfall der Häuser mündete. 1450 entstand in der Südwand ein reich ausgestattetes Außenportal, zuvor war die Kirche nur vom Kloster aus zugänglich. Unter der Äbtissin Anna von der Schulenburg erfolgte in den 1480er Jahren eine Instandsetzung der Anlage. Die Reformation stieß auf den Widerstand der Nonnen, die erst 1579 eine Umwandlung des Klosters in ein evangelisches Damenstift zuließen. Bereits 1555 war die Kirche evangelische Pfarrkirche geworden. Die Klostergüter standen ab 1544 unter landesherrlicher Verwaltung wurden zum landesherrlichen Amt Neuendorf umgewandelt, das 1834 verkauft wurde. 
Der Dachreiter aus der Erbauungszeit wurde 1749 durch einen barocken Turm ersetzt. 1810 wurde das vormalige Kloster säkularisiert. Teile der Klostergebäude wurden anschließend als Schnapsbrennerei genutzt, das Klostergut 1834 verkauft. 

## Bau- und Kunstgeschichte

### Klosterkirche

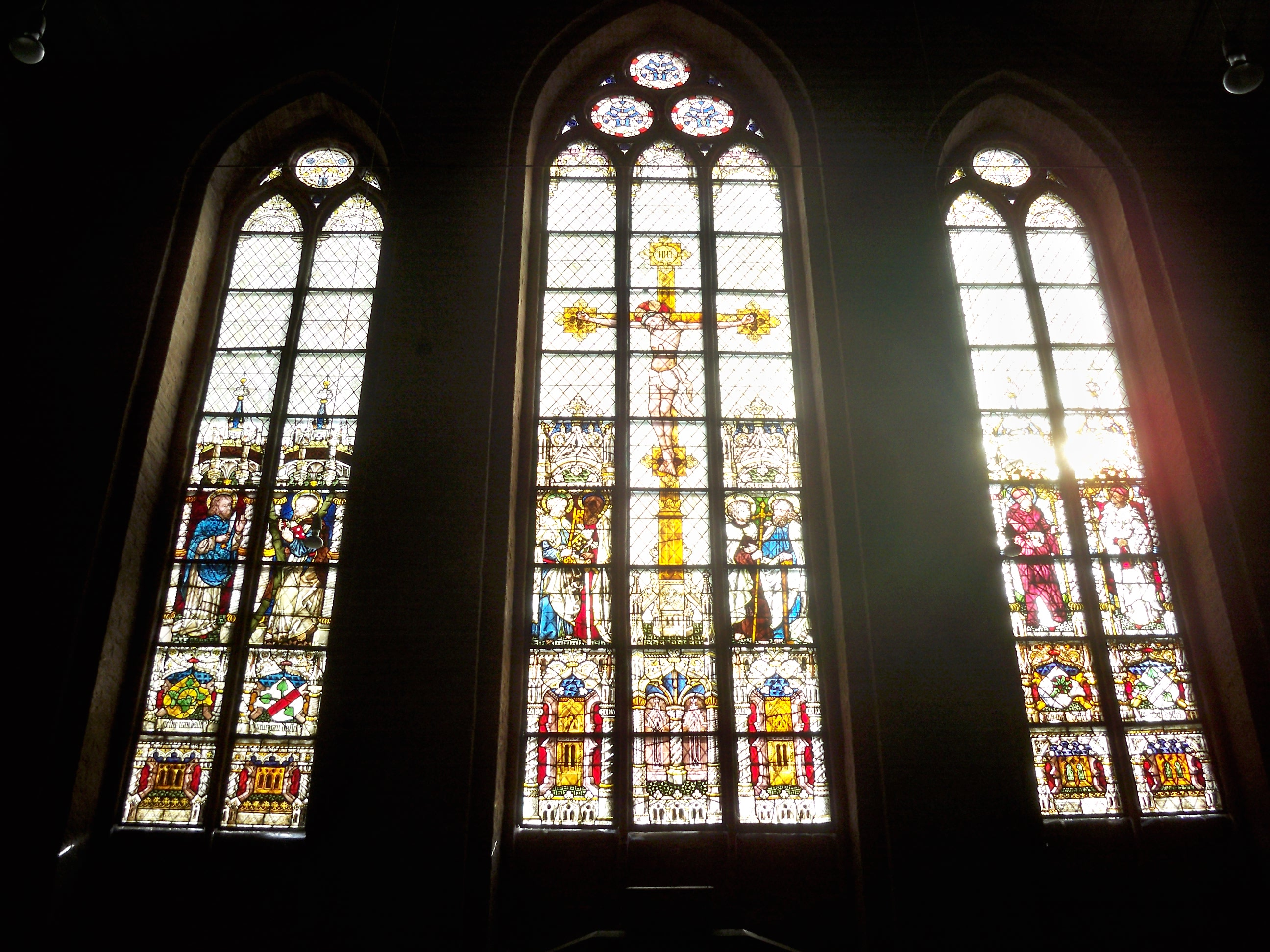
Dreifenstergruppe im Chor, Glasmalereien um 1500

Die Kirche ist ein einschiffiger Saalbau aus Backstein. Der Turm stammt aus dem Barock und trägt eine Schweifhaube. 
Die Ostfassade ist durch eine Dreifenstergruppe und einen Spitzbogenfries geprägt. Nord- und Südseite besitzen im Osten zweibahnige Spitzbogenfenster, im Westen wegen der dortigen Nonnenempore zwei Reihen übereinander liegender Fenster, von denen die beiden östlichen unteren Fenster vermauert sind. 
Der Innenraum schließt mit einer an den Längsseiten abgeschrägten hölzernen Flachdecke ab. Die Nonnenempore umfasst mit 20 Metern Länge rund drei Fünftel des Innenraumes. Unter der Nonnenempore befinden sich in zwei Reihen je fünf Kreuzgewölbe, die in der Mitte von Pfeilern getragen werden. Sie stammt aus der zweiten Hälfte des 15. Jahrhunderts und wurde 1900 um ein Joch verkleinert und an der Stirnseite mit Rautenmaßwerk verkleidet. Gleichzeitig wurde je ein Fenster vermauert. 
Zur Ausstattung gehören ein romanisches Taufbecken, ein weiteres Taufbecken, eine mittig hinter dem Altar stehende Kanzel aus dem Barock und die 1869 gebaute Orgel von Adolf Reubke, die 1988 mitsamt Prospekt von der profanierten Nicolaikirche zu Oebisfelde erworben wurde und mittig auf der Nonnenempore steht.
Die Kirche ist für ihre acht mittelalterlichen Glasfenster bekannt. Sie entstanden im 14. und 15. Jahrhundert und befinden sich im Chorraum. Die Fenster zeigen Szenen aus dem Leben Jesu; das älteste Fenster stammt aus dem Jahr 1360. Die Bilder hatten unter anderem die Funktion einer Armenbibel. Im 19. Jahrhundert wurden einige weitere Glasmalereien an das Berliner Kronprinzenpalais abgegeben, wo sie 1945 im Krieg zerstört wurden.
Die Kirche enthält mehrere mittelalterliche Grabsteine, die durch ein Ritzverfahren beschriftet wurden. Der älteste Grabstein stammt aus dem Jahr 1320. Um 1403 stiftete die Witwe Berta von Alvensleben einen silbernen, vergoldeten Abendmahlskelch, der bis heute vorhanden ist.

### Klausur- und Wirtschaftsgebäude

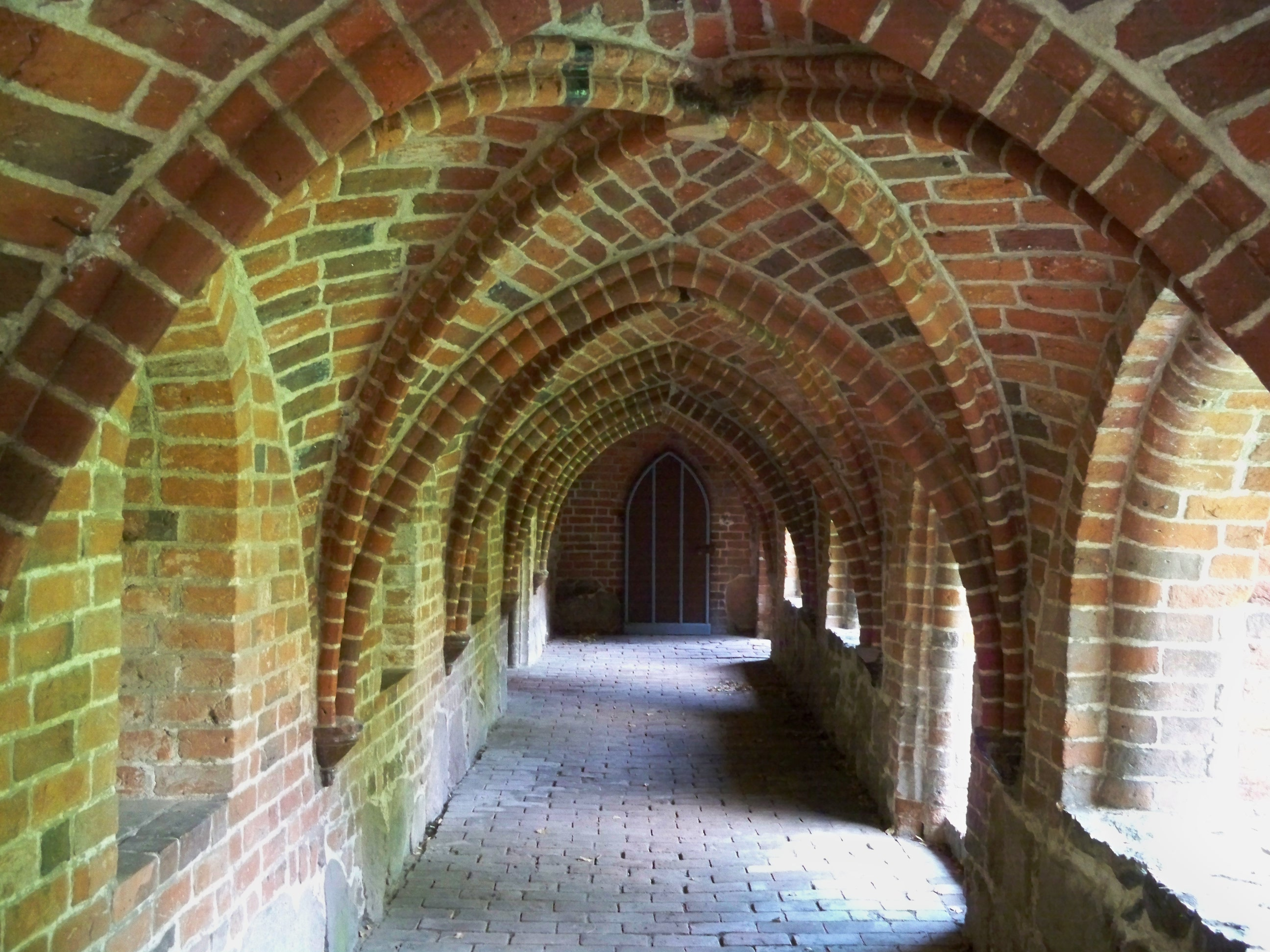
Kreuzgang am ehemaligen Refektorium

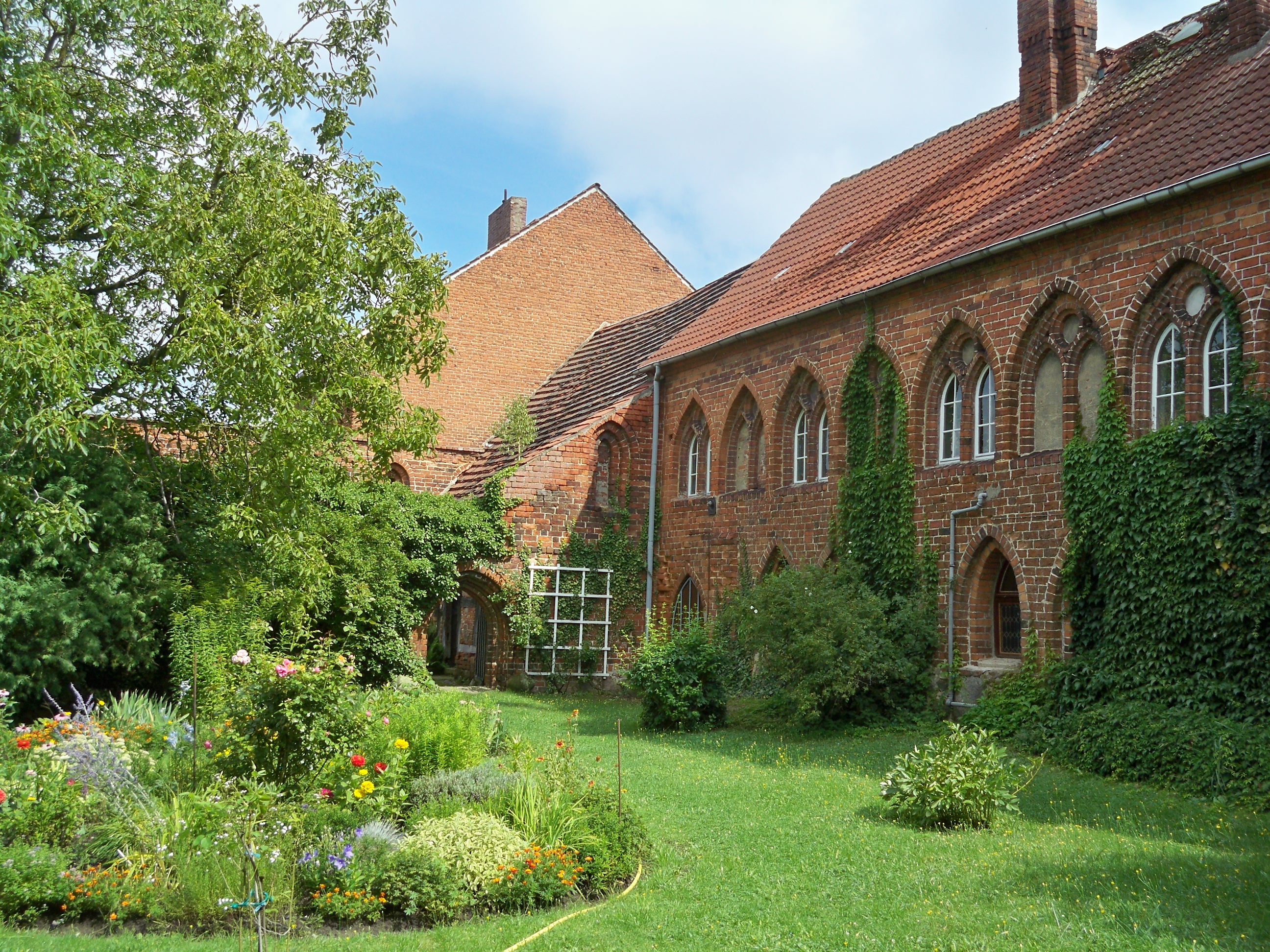
Klosterhof mit Ostflügel

Die ebenfalls aus Backstein auf einem Felssteinsockel errichtete, rechteckige, rund 35 Meter × 50 Meter messende Klausur liegt westlich der Kirche und war mit ihr durch eine gewölbte Halle verbunden. Der Südflügel wurde im 19. Jahrhundert zum Pfarrhaus umgebaut. Er hatte als Refektorium und Dormitorium gedient. Auf der Nordseite des Südflügels, die sich zum Klosterhof öffnet, ist ein Kreuzgang mit sieben Jochen erhalten. Der Ostflügel wurde ab 1862 als Schulgebäude genutzt. Der Westflügel wurde abgebrochen, der Nordflügel ist als Ruine erhalten.
Südlich der Kirche steht das vormalige Malz- und Brauhaus, das Renaissancegewölbe des Vorgängerbaus aufweist, jedoch erst 1860 entstand. Das benachbarte Gebäude aus dem Jahr 1561 wurde „Hundeloch“ genannt und diente als Gefängnis des Amtes, Getreidespeicher und zum Trocknen des Klosterkäses.

## Archivalien
- Urkundenüberlieferung des Klosters Neuendorf im Landesarchiv Sachsen-Anhalt, Abteilung Magdeburg
- Historische Überlieferung des Amtes Neuendorf im Landesarchiv Sachsen-Anhalt, Abteilung Magdeburg
- Digitalisat des Urkundenverzeichnisses für die Urkunden des Klosters Neuendorf von 1233-1575 (Signatur: LASA, Cop., Nr. 1915a) im Landesarchiv Sachsen-Anhalt, Abteilung Magdeburg
- Digitalisat der Abschriften einiger das Jungfrauenkloster Neuendorf in der Alten Mark betreffenden Urkunden... von Elias Caspar Reichard 1781 (Signatur: LASA, Cop., Nr. 1915c) im Landesarchiv Sachsen-Anhalt, Abteilung Magdeburg